# Anáhuac (municipi)
Anáhuac (del nàhuatl, que vol dir «lloc d'aigua») és un municipi de l'estat de Nuevo León. Anáhuac és el cap de municipi i principal centre de població d'aquesta municipalitat. Aquest municipi és a la part nord de l'estat de Nuevo León. Limita al nord amb Texas, al sud amb Bustamante, a l'oest amb Coahuila i a l'est amb Tamaulipas.